# Blankenfelde, Berlin
Artikeln handlar om stadsdelen i norra Berlin. För orten och stationen söder om Berlin, se Blankenfelde-Mahlow.

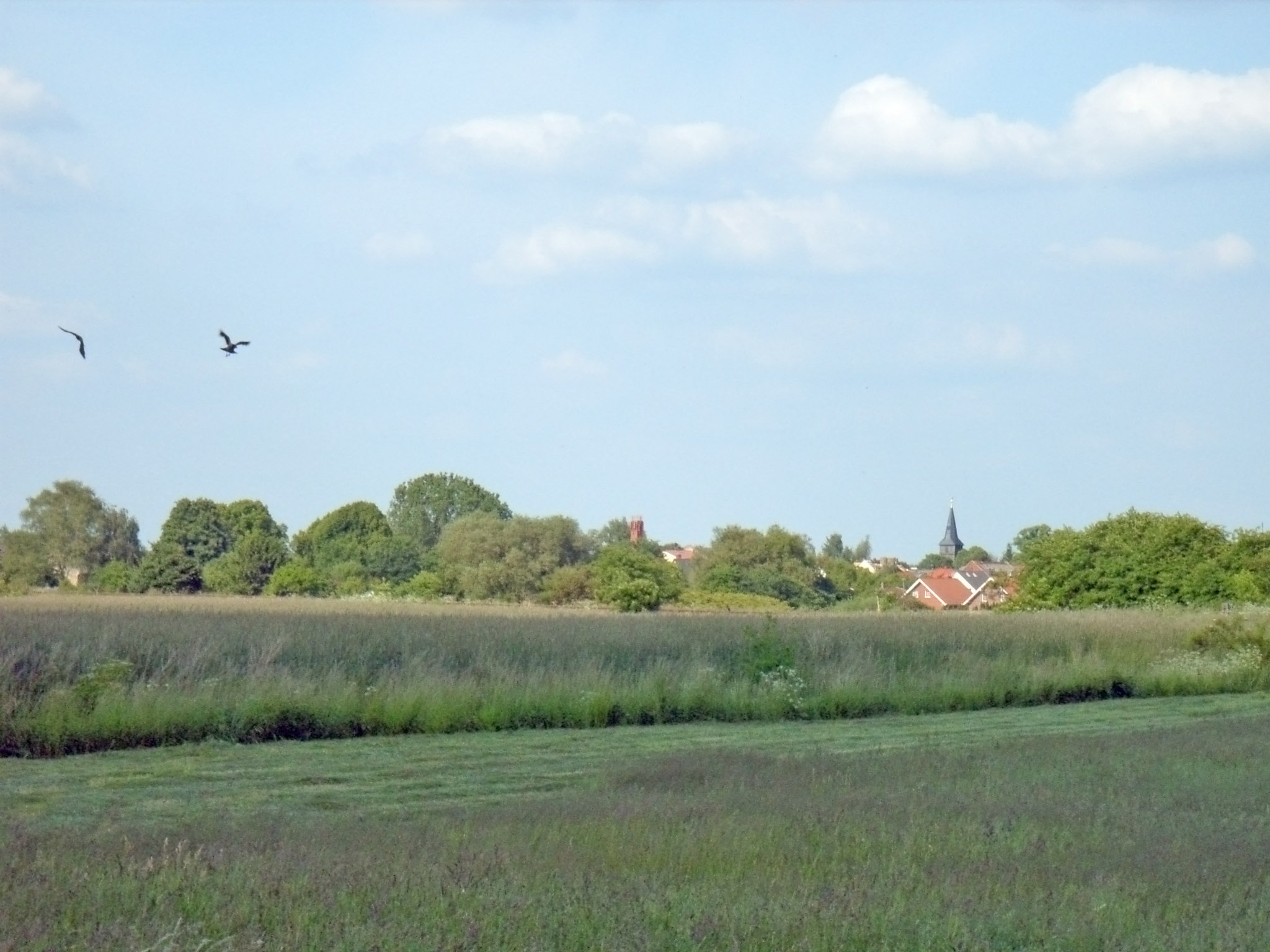
Blankenfelde, vy från sydväst.

Blankenfelde är en stadsdel (Ortsteil) i stadsdelsområdet Pankow i norra Berlin. Stadsdelen hade 2 022 invånare år 2014, på en yta av 13,35 km², och är den mest glesbebyggda stadsdelen i Berlin.

## Geografi
Stadsdelen är till stora delar obebyggd och den medeltida strukturen med en by omgiven av fält karakteriserar fortfarande landskapet. Förutom byn Blankenfelde finns även ett större bostadsområde i Arkenberge tre kilometer norr om Blankenfelde by. Vid Arkenberge finns en konstgjord höjd i form av en deponi för byggavfall, som vid en mätning i januari 2015 befanns vara Berlins högsta höjd på 122 meter över havet, högre än Teufelsberg.

## Historia
Byn Blankenfelde grundades omkring 1230 i samband med Ostsiedlung. Enligt historiska kartor fanns troligen en äldre slavisk by mellan Rosenthal och Blankenfelde under tidig medeltid men övergavs i samband med den tyska kolonisationen. Det första kända omnämnandet av byn i skrift är från 1375, i kejsaren Karl IV:s landbok, då omkring 50 Hufen, motsvarande den mark som femtio oxar och plogar kunde plöja på ett år, omkring 200-300 hektar, var uppodlade. I byn fanns dessutom 24 torp och en krog. Den nuvarande bykyrkan uppfördes omkring 1406 och ersatte då en äldre träkyrka.
Byn drabbades hårt av förödelsen under trettioåriga kriget, så att endast 3 av 17 gårdar och 5 av 9 torp var bebodda år 1652, och kyrkan tros också ha brunnit vid denna tid. 1679-1711 tillhörde byns gods krigsministern Joachim Ernst von Grumbkow. 1711 blev byn del av Niederschönhausens godsdistrikt. 1882 köptes byn upp av staden Berlin för anläggandet av infiltrationsvåtmarker för avloppsrening, enligt James Hobrechts planer för moderniseringen av Berlin. Fram till 1985 var detta avloppsreningssystem i bruk, och de omfattande våtmarkerna omkring byn har lett till att denna stadsdel fram till modern tid har bibehållit sin bykaraktär, med en central bygata omgiven av fält.
1903 invigdes ortens järnvägsstation på regionalbanan Heidekrautbahn norrut. Stationen lades ned 1983 då trafiken på sträckan till Basdorf lades ned.
Under andra världskriget fanns 1943-1945 två läger för östeuropeiska tvångsarbetare vid vägen mellan Blankenfelde och Lübars.
Mellan 1959 och 1979 fanns Östtysklands centrala förläggning för invandrare och återvändare i orten.